# Санту-Антониу-ду-Жасинту
Санту-Антониу-ду-Жасинту (порт. Santo Antônio do Jacinto)  —  муниципалитет в Бразилии, входит в штат Минас-Жерайс. Составная часть мезорегиона Жекитиньонья. Входит в экономико-статистический  микрорегион Алменара. Население составляет 12 182 человека на 2006 год. Занимает площадь 497,437 км². Плотность населения — 24,5 чел./км².

## История
Город основан 1 марта 1963 года.

## Статистика
- Валовой внутренний продукт на 2003 год составляет 29 956 058,00 реалов (данные: Бразильский институт географии и статистики).
- Валовой внутренний продукт на душу населения на 2003 год составляет 2462,68 реалов (данные: Бразильский институт географии и статистики).
- Индекс развития человеческого потенциала на 2000 год составляет 0,611 (данные: Программа развития ООН).